# Nadslav
Nadslav este o arie protejată (arie specială de conservare — SAC, sit de importanță comunitară — SCI) din Republica Cehă întinsă pe o suprafață de 6,91 ha, integral pe uscat.

## Localizare
Centrul sitului Nadslav este situat la coordonatele 50°25′11″N 15°15′06″E / 50.419722°N 15.251667°E.

## Înființare
Situl Nadslav a fost declarat sit de importanță comunitară în aprilie 2005 pentru a proteja 1 specie de animale. Situl a fost protejat și ca arie specială de conservare în iulie 2012.

## Biodiversitate
Situată în ecoregiunea continentală, aria protejată nu include niciun habitat protejat.
La baza desemnării sitului se află o specie protejată de  amfibieni: buhai de baltă cu burta roșie (Bombina bombina).